# كيفن كيلي
كيفن كيلي (بالإنجليزية: Kevin Kelly)‏ (و. 1952 – م) هو مصور، وصحفي، من الولايات المتحدة الأمريكية، ولد في بنسيلفانيا.

## روابط خارجية
- كيفن كيلي على موقع الموسوعة البريطانية (الإنجليزية)
- كيفن كيلي على موقع إن إن دي بي (الإنجليزية)